# Enrico Sibilia
Enrico Sibilia, (Anagni, 17 de marzo de 1861-ib., 4 de agosto de 1948) fue un diplomático italiano de la Santa Sede en Sudamérica, y luego en Austria durante el periodo de entreguerra, en 1935 fue nombrado cardenal. Como diplomático en Chile, se caracterizó por un fuerte temperamento y tras protagonizar varios incidentes tuvo un escandaloso "recibimiento" en Chile por parte de los alumnos de la FECH en 1913, que lo obligó a retirarse.

## Biografía
Nació en Anagni, Italia el 17 de marzo de 1861. Inició en su ciudad su carrera religiosa, pero en 1878 parte a Roma a terminar sus estudios ordenándose sacerdote en 1884. Tras obtener los doctorados de Filosofía en Teología en 1890, entra a trabajar en la Santa Sede gracias a sus contactos con el Papa León XIII. En 1895 es nombrado encargado de negocios en Bogotá, Colombia. 
En 1897 pasa como auditor a la Nunciatura de Río de Janeiro, Brasil. En 1902 será enviado a España donde obtendrá algunas distinciones, para ser enviado en 1908 a Chile como Internuncio Apostólico. 
A diferencia de la católica España de la época, en Chile ebullía un sentimiento anticlerical en poderosos grupos masones, sindicalistas, anarquistas y laicos. Además de una serie de problemas no resueltos con la Santa Sede:
- El patronato eclesiástico
- La dependencia religuiosa de Tacna y Arica
- La Separación Iglesia-Estado
- Los dineros de las ventas de propiedades religiosas.

Durante las fiestas del Centenario de la Independencia de Chile en 1910 protagonizó un incidente odioso cuando reclamó por la posición que le dieron durante al espectáculo en el Teatro Municipal y se retiró.
El primer conflicto fue cuando Sibilia intervino en el nombramiento del obispo de Ancud, Chiloé, provocando las polémicas de los grupos laicos. Sin embargo lo peor sería en el conflicto Tacna y Arica, poseídas por Chile tras la Guerra del Pacífico pero con dependencia religiosa de la Diócesis peruana de Arequipa, por lo que los sacerdotes eran nombrados en Perú. La prensa Chilena manifestó que el prelado tenía favoritismo por los "curas peruanos" y el gobierno ante los problemas "aconsejó a la Santa Sede el retiro de Sibilia"[cita requerida]. Al parecer el propio Sibilia decidió retirarse, según algunas fuentes "de vacaciones", por lo que se pensó que había sido destituido y se tranquilizó el asunto.

## El "incidente Sibilia"

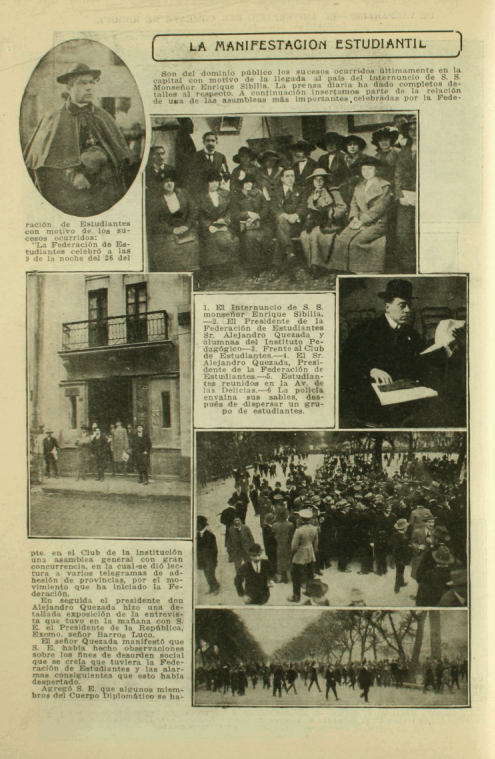
Noticia en Revista Zig Zag recogiendo los disturbios

El 23 de mayo de 1913 cuando Sibilia retornó a Chile, cientos de estudiantes de la Universidad de Chile lo esperaron en la Estación Central de ferrocarriles en Santiago de Chile protagonizando gritos y pedradas contra los cristales de la carroza diplomática que lo fue a buscar. Se puso de moda una canción: "que se vaya monseñor, que se vaya de una vez, que se vaya por ladrón"[cita requerida]. Uno de los estudiantes logró arrebatarle el capelo que se transformó en un trofeo de guerra[cita requerida]. Durante los días siguientes ese sombrero apareció en un estudiante disfrazado de cura y puesto en animales, se repetirían las manifestaciones y marchas durante los siguientes días en las cuales cantaban canciones religiosas pero con otras letras burlescas. Los grupos católicos de la sociedad también salieron a hacer apoyo de monseñor creándose un división social y religiosa que duró bastante tiempo. En septiembre fue retirado Monseñor quien partió a Italia vía Buenos Aires. Si bien Sibilia después de su paso por Chile fue retirado del trabajo diplomático y quedó varios años solo con servicio religioso, en 1922 fue nombrado Nuncio Apostólico en Austria cargo en el que permaneció hasta 1935 cuando fue nombrado Cardenal. Murió en 1948 en Agnani su ciudad natal.